# Eucera transitoria
Eucera transitoria är en biart som först beskrevs av Ferdinand Morawitz 1875.
Eucera transitoria ingår i släktet långhornsbin och familjen långtungebin. Inga underarter finns listade i Catalogue of Life.